# Sušice (Přerovi járás)
Sušice település Csehországban, Přerovi járásban. Sušice Radslavice, Oldřichov, Hlinsko, Osek nad Bečvou és Pavlovice u Přerova településekkel határos. Lakosainak száma 313 fő (2024. január 1.).

## Népesség
A település lakosságának változását az alábbi diagram mutatja:
| Lakosok száma | 357  | 404  | 376  | 381  | 372  | 340  | 324  | 324  | 312  | 313  |
|               | 1869 | 1890 | 1921 | 1950 | 1980 | 2001 | 2017 | 2019 | 2022 | 2024 |